# Euophrys crux
Euophrys crux är en spindelart som beskrevs av Władysław Taczanowski 1878. Euophrys crux ingår i släktet Euophrys och familjen hoppspindlar. Inga underarter finns listade i Catalogue of Life.